# Ferrán Solé

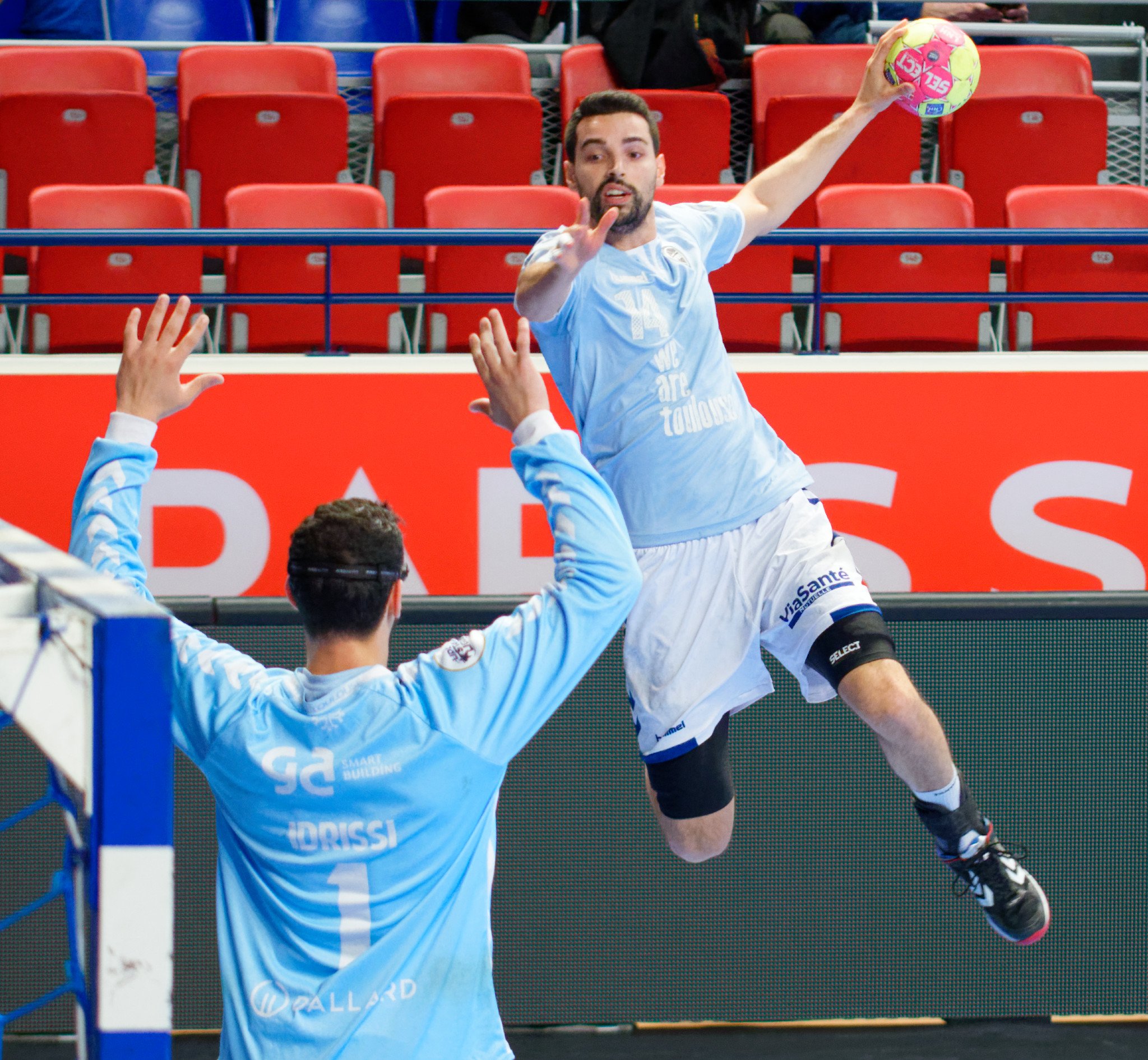
Ferrán Solé à l'échauffement face à Yassine Idrissi, le 29 mars 2017.

Ferrán Solé Sala, né le 25 août 1992 à Barcelone, est un handballeur espagnol évoluant au poste d'ailier droit. Après 4 saisons au Fenix Toulouse Handball, il rejoint en 2020 le Paris Saint-Germain.
Avec l'équipe nationale espagnole, il est double champion d'Europe en 2018 et 2020.

## Biographie
Ferrán Solé est formé au BM Granollers où on lui donne des responsabilités dès l’âge de 19 ans, notamment en raison de la crise qui touche le handball espagnol. Derrière l'intouchable FC Barcelone, Granollers accumule les accessits avec quatre finales en Coupe du Roi et en Coupe ASOBAL tandis que Solé termina meilleur buteur de la Coupe de l'EHF 2015-2016 avec 70 buts marqués
En 2016, après 12 ans à Granollers, il souhaite rejoindre un championnat plus compétitif et prend ainsi la direction du Fenix Toulouse Handball en championnat de France.
Sélectionné en équipe nationale d'Espagne pour la première fois le 2 novembre 2016, il participe à sa première compétition internationale à l'occasion du championnat du monde 2017, terminé à la 5e place. Un an plus tard, il joue un rôle décisif dans la victoire lors du championnat d'Europe 2018 puisqu'il est élu meilleur ailier droit de la compétition, distinction qu'il remporte à nouveau lors du championnat du monde 2019.
En juillet 2019, il signe un contrat de 3 ans au Paris Saint-Germain à compter de la saison 2020-2021.

## Palmarès

### En clubs
- Finaliste de la Coupe du Roi (2) : 2014 et 2015
- Finaliste de la Coupe ASOBAL (2) : 2014 et 2015
- Finaliste de la Coupe de la Ligue (1) : 2018
- Vainqueur du Championnat de France (5) : 2021, 2022, 2023, 2024 et 2025
- Vainqueur de la Coupe de France (2) : 2021 et 2022
- Vainqueur du Trophée des Champions (1) : 2023

### En équipe nationale
Championnats d'Europe
- vainqueur du championnat d'Europe 2018
- vainqueur du championnat d'Europe 2020

Championnats du monde
- 5e place au championnat du monde 2017
- 7e place au championnat du monde 2019
- Médaille de bronze au Championnat du monde 2021

Jeux olympiques
- Médaille de bronze aux Jeux olympiques d'été de 2020 à Tokyo

### Distinctions individuelles
- meilleur buteur de la Coupe de l'EHF 2015-2016 avec 70 buts marqués[5]
- élu meilleur ailier droit du championnat d'Europe 2018[6]
- élu meilleur ailier droit du Championnat du monde 2019
- élu meilleur ailier droit du Championnat du monde 2021